# Kaarlo Blomstedt
Kaarlo Viljani Blomstedt, född den 17 maj 1880 i Tavastehus, död den 27 februari 1949 i Helsingfors, var en finsk historiker och arkivman.
Blomstedt blev filosofie doktor vid Helsingfors universitet 1921. Han var docent i Finlands historia 1921-1933 och erhöll 1933 professors titel. Blomstedt var därtill från 1909 arkivarie vid Finlands statsarkiv, blev 1917 arkivarie samt 1926 riksarkivarie och chef. Han gjorde en betydande insats som pionjär inom Finländskt arkivväsen. Bland hans vetenskapliga produktion märks hans finskspråkiga dispuation om Henrik Claesson Horn, några avhandlingar om medeltids- och 1500-talsfrälset samt flera utförliga 1500-talsbiografier i det av honom redigerade biografiska uppslagsverket Kansallinen elämäkerrasto.